# بيفرلي بيكر فليتز
بيفرلي بيكر فليتز (بالإنجليزية: Beverly Baker Fleitz)‏ مواليد 13 مارس 1930 في رود آيلاند، الولايات المتحدة - الوفاة 29 أبريل 2014 في كاليفورنيا، الولايات المتحدة، كانت لاعبة كرة مضرب أمريكية. كما أنها إحدى بطلات الجراند سلام. أعلى تصنيف لها في الفردي كان المركز الـ 3 في سنة 1954.

## النهائيات

### الفردي: (الوصافة 1)
| النتيجة | السنة | البطولة  | المنافس في النهائي | النتيجة في النهائي |
| الوصافة | 1955  | ويمبلدون | لويز بروف          | 5–7, 6–8           |

### الزوجي: (الألقاب 1, الوصافة 1)
| النتيجة | السنة | البطولة                  | الشريك         | المنافس في النهائي    | النتيجة في النهائي |
| الفوز   | 1955  | دورة رولان غاروس الدولية | دارلين هارد    | شيرلي براشير بات وارد | 7–5, 6–8, 13–11    |
| الوصافة | 1959  | ويمبلدون                 | كريستين ترومان | جين آرث دارلين هارد   | 6–2, 2–6, 3–6      |

## الخط الزمني للفردي
مفتاح
| ف | ن | ن.ن | ر.ن | د# | د.م | ل | أ.أ | ت | غ | ب | ف | ذ | م.خ | ل.ت |

(ف) فاز بالبطولة (ن) وصل النهائي (ن.ن) نصف النهائي (ر.ن) ربع النهائي (د#) الأدوار الأربعة الأولى (د.م) دور المجموعات (ل) شارك في كأس ديفيز (أ.أ) خرج من الأدوار الاولى (ت) خسر التصفيات التأهيلية (غ) غاب عن الحدث أو البطولة (ب) حصل على ميدالية برونزية (ف) حصل على ميدالية فضية (ذ) حصل على ميدالية ذهبية (م.خ) بطولة الماسترز خُفضت إلى مرتبة أقل (ل.ت) البطولة لم تعقد في السنة المعينة.
لتجنب الارتباك وازدواجية الحساب، يتم تحديث هذه المعلومات إما في نهاية البطولة، أو عندما تكون مشاركة اللاعب في البطولة قد انتهت.
| الدورة           | 19471 | 1948  | 1949  | 1950  | 1951  | 1952  | 1953  | 1954  | 1955  | 1956  | 1957  | 1958  | 1959  | إجمالي ف/م |
| ---------------- | ----- | ----- | ----- | ----- | ----- | ----- | ----- | ----- | ----- | ----- | ----- | ----- | ----- | ---------- |
| أستراليا         | غ     | غ     | غ     | غ     | غ     | غ     | غ     | غ     | غ     | غ     | غ     | غ     | غ     | 0 / 0      |
| فرنسا            | غ     | غ     | غ     | غ     | ر.ن   | غ     | غ     | غ     | ن.ن   | غ     | غ     | غ     | غ     | 0 / 2      |
| بطولة ويمبلدون   | غ     | غ     | غ     | غ     | ن.ن   | غ     | غ     | غ     | ن     | ر.ن   | غ     | غ     | د4    | 0 / 4      |
| الولايات المتحدة | د3    | ر.ن   | ر.ن   | ن.ن   | د3    | غ     | غ     | ر.ن   | ر.ن   | غ     | غ     | ن.ن   | غ     | 0 / 8      |
| م.ف              | 0 / 1 | 0 / 1 | 0 / 1 | 0 / 1 | 0 / 3 | 0 / 0 | 0 / 0 | 0 / 1 | 0 / 3 | 0 / 1 | 0 / 0 | 0 / 1 | 0 / 1 | 0 / 14     |

- إجمالي ف / م = إجمالي الفوز والمشاركة